# Jaime Poggi de Figueiredo
Jaime Poggi de Figueiredo (Vitória, 14 de outubro de 1888 – Rio de Janeiro, 24 de janeiro de 1962) foi um médico brasileiro.
Foi eleito membro da Academia Nacional de Medicina em 1934.